# Kazuaki Takano
Kazuaki Takano (?, 高野 和明, Takano Kazuaki; Tokyo, 26 ottobre 1964) è uno scrittore e sceneggiatore giapponese.

## Biografia
Nato a Tokyo nel 1964, ha studiato cinematografia al Los Angeles City College prima di lavorare come sceneggiatore in patria.
Nel 2001 ha esordito nella narrativa gialla con il romanzo Jūsan Kaidan vendendo 400000 copie ed ottenendo il Premio Edogawa Ranpo.
Con Il protocollo ombra, uscito nel 2011, ha ottenuto il Mystery Writers of Japan Award per il "Miglior romanzo" l'anno successivo.

## Opere principali

### Romanzi
- Jūsan Kaidan (2001)
- Gureibu diggā (2002)
- K N no Higeki  (2003)
- Yūrei Jinmei Kyūjotai (2004)
- Yume no Karute con Hitoshi Sakagami (2005)
- Il protocollo ombra (Jenosaido, 2011), Milano, Garzanti, 2016 traduzione di Vito Ogro ISBN 978-88-11-67187-9.

### Raccolte di racconti
- Roku Jikango ni Kimi wa Shinu (2007)

## Adattamenti

### Cinema
- Jūsan Kaidan (2003)

### Televisione
- Roku Jikango ni Kimi wa Shinu (2008)

## Premi e riconoscimenti
- Premio Edogawa Ranpo: 2001 vincitore con Jūsan Kaidan
- Premio Fûtarô Yamada: 2011 vincitore con Il protocollo ombra
- Mystery Writers of Japan Award: 2012 vincitore nella categoria "Miglior romanzo" con Il protocollo ombra